# António Pinto Barbosa
António Manuel Pinto Barbosa GOC • GCC • GCIH • GCIP (Aveiro, Murtosa, 31 de Julho de 1917 — Lisboa, 5 de Março de 2006) foi um economista e professor universitário português.

## Biografia
Filho de Manuel Maria Barbosa Júnior (4 de Dezembro de 1887 - 5 de Julho de 1957) e de sua mulher Mariana Vieira Pinto (13 de Julho de 1892 - 20 de Maio de 1977), irmão mais novo de Manuel Luís Pinto Barbosa e primo-irmão do pai de Carlos de Alpoim Vieira Barbosa.
Após ter feito, com distinção, o Curso dos Liceus, ingressou no Instituto Superior de Ciências Económicas e Financeiras da Universidade Técnica de Lisboa, onde concluiu, em 1939, com elevadas classificações, a sua Licenciatura em Ciências Económicas e Financeiras. Dois anos depois, em 1941, defendeu Tese de Doutoramento na mesma instituição, conquistando, em provas brilhantes, o mais elevado grau académico das Universidades Portuguesas.
Desempenhava, em 1950, as funções de Professor Catedrático no ISCEF, estando a seu cargo a Regência das Cadeiras de Economia Política e de Matérias Primas, lugar que acumulava com a Regência da Cadeira de Economia Industrial no Instituto Superior Técnico da mesma Universidade.
Foi um economista, Doutor em Ciências Económicas e Financeiras (4 secções: Aduaneira, Diplomática e Consular, Finanças e Administração Comercial) de renome, professor universitário e político. Na sua carreira de docente revolucionou o ensino da Economia em Portugal, até então quase inexistente.
Foi, também, Vogal do Tribunal Técnico Aduaneiro de 2. Instância, Presidente da Comissão Reorganizadora da Indústria de Conservas de Produtos Vegetais, Membro do Centro de Estudos Económicos do Instituto Nacional de Estatística e Vogal da Secção de Estudos Económicos da Associação Industrial Portuguesa. Em Junho de 1949, foi nomeado Director do Gabinete de Estudos do Conselho Técnico Corporativo do Comércio e da Indústria, alto organismo do Ministério da Economia.
Colaborou nas publicações técnicas: "Revista do Centro de Estudos Económicos", "Indústria Portuguesa", "Revista de Contabilidade e Comércio", e no jornal "Diário de Lisboa".
A sua valiosa contribuição para a bibliografia económica portuguesa traduziu-se nos seguintes volumes publicados:
- Sobre a Indústria de Conservas em Portugal, Dissertação de Doutoramento, 1941[1]
- A Economia, do ponto de vista positivo e do ponto de vista teleológico, 1943[1]
- A Economia do Café, 1945[1]
- Gustav Cassel, 1945[1]
- Elementos para o Estudo da Estrutura do Comércio Externo Português, 1946[1]
- Velocidade de circulação, 1948[1]

Foi Colaborador da Grande Enciclopédia Portuguesa e Brasileira.
Desempenhou o cargo de 84.º Ministro das Finanças de 7/8 de Julho de 1955 a 14 de Junho de 1965, foi Representante de Portugal no Banco Mundial entre 1961 e 1966 e no Fundo Monetário Internacional (FMI) entre 1966 e 1974, e foi 8.º Governador do Banco de Portugal de 1966 a 1974, demitindo-se com a Revolução de 25 de Abril de 1974.
Entre 1974 e 1978, foi consultor do Banco de Pagamentos Internacionais, em Basileia. Regressando a Portugal a 20 de Setembro de 1978, leccionou na Faculdade de Economia da Universidade Nova de Lisboa até se jubilar em 1987. Em 1989 foi editado o livro Nova Economia em Portugal - Ensaios em homenagem a António Manuel Pinto Barbosa. Foi sepultado no Cemitério da Ajuda, em Lisboa.
Era Sócio Efetivo da Academia das Ciências de Lisboa.
Casou a 31 de Julho de 1943 com Maria das Dores de Pinho Soares Ferreira (24 de Fevereiro de 1921) e pai dos professores de Economia da Universidade Nova de Lisboa e músicos António Soares Pinto Barbosa, casado com a Dr.ª Maria Manuel Cavaleiro da Costa Brandão (31 de Agosto de 1947), Comendadora da Ordem do Infante D. Henrique a 24 de Maio de 1995, e Manuel Soares Pinto Barbosa, Grande-Oficial da Ordem da Instrução Pública de Portugal a 9 de Junho de 1994, casado com a Dr.ª Maria Helena de Faria Pinto de Meneses (11 de Fevereiro de 1950), (20 de Maio de 1944, gémeos).

## Condecorações[6][7]
- Grande-Oficial da Ordem Militar de Nosso Senhor Jesus Cristo de Portugal (15 de Junho de 1955)
- Grã-Cruz da Ordem Militar de Nosso Senhor Jesus Cristo de Portugal (31 de Dezembro de 1958)
- Grã-Cruz da Ordem do Infante D. Henrique de Portugal (24 de Fevereiro de 1961)
- Grã-Cruz da Ordem da Instrução Pública de Portugal (4 de Fevereiro de 1989)
- Comendador de Primeiro Grau da Ordem do Dannebrog da Dinamarca (22 de Setembro de 1992)
- Excelentíssimo Senhor Grã-Cruz da Real Ordem de Isabel a Católica de Espanha (? de ? de 19??)